# Прун, Курио Барбасетти ди
Курио Барбассети ди Прун (итал. Curio Barbasetti di Prun; 12 марта 1885, Греццана, Венеция — 4 декабря 1962, Верона, Венеция) — итальянский государственный и военный деятель.

## Биография
Родился в графской семье 12 марта 1885 года.
Посещал Королевскую артиллерийскую школу в Туринской академии наук, после окончания обучения получил звание младшего лейтенанта.
30 июня 1914 года был произведён в лейтенанты.
Во время Первой мировой войны воевал в составе 9-й дивизии Королевской итальянской армии.
Во время и после войны был повышен до первого лейтенанта, капитана, первого капитана, майора и, наконец, подполковника.
Был повышен до звания полковника, далее — командующего полковника, был назначен командиром 18-го полка и военным атташе посольства Королевства Италии в Французской Республике.
В 1936 году был произведён в бригадные генералы, а с 1 октября 1937 года обучался в Высшем военном институте в городе Чивитавеккья и 7 мая 1938 года был повышен до дивизионного генерала.
В 1939 году занял должность командира 1-й горнострелковой дивизии «Суперга», базирующейся в городе Турин.
В сентябре 1940 года занял должность командира 1-го армейского корпуса, базирующегося во всё том же Турине.
1 января 1942 года был повышен до звания корпусного генерала, а 3 марта был назначен начальником штаба главнокомандующего в Северной Африке, заменив генерала армии Гастоне Гамбара.
После проведения реформ маршалом Италии Уго Кавальеро, ди Прун был назначен командующим делегацией Италии в Северной Африке. До 1943 года занимал эту должность, а после возвращения в Италию был назначен командиром 14-го армейского корпуса, расположенного в оккупированной Югославии.
9 июля 1943 года был назначен губернатором Черногории вместо генерала армии Алессандро Пирцио Бироли.
После перемирия Союзников с Италией он был взят в плен Третьим рейхом и был переведён в лагерь для военнопленных. В 1945 году был освобождён Союзом Советских Социалистических Республик, но до октября ему было запрещено покидать страну, поэтому он находился на территории Украинской Советской Социалистической Республики. В октябре вернулся в Итальянскую Республику.
Умер 4 декабря 1953 года.

## Награды
- Великий офицер Ордена Короны Италии (19 декабря 1940 года)[8];
- Командор Ордена Короны Италии (21 февраля 1935 года)[9];
- Офицер Ордена Короны Италии (22 сентября 1920 года)[10].

- Командор Савойского военного ордена (15 апреля 1943 года)[11];
- Офицер Савойского военного ордена (21 мая 1941 года)[12];
- Кавалер Савойского военного ордена (15 ноября 1918 года)[13].

- Командор Ордена Святых Маврикия и Лазаря (19 декабря 1940 года)[14];
- Офицер Ордена Святых Маврикия и Лазаря (16 апреля 1925 года)[15];
- Крест «За военную доблесть» (ноябрь 1942 года);
- Крест «За воинские заслуги»;
- Бронзовая медаль «За воинскую доблесть» (декабрь 1915 года);
- Памятная медаль в честь объединения Италии;
- Памятная медаль в честь союзной победы;
- Памятная медаль в честь итало-австрийской войны;
- Памятный крест 1-й армии.